# Wilhelm Ostwald
Wilhelm Friedrich Ostwald, łot. Vilhelms Ostvalds (ur. 2 września 1853 w Rydze, zm.  4 kwietnia 1932 w Lipsku) – chemik i filozof przyrody pochodzenia niemieckiego, profesor chemii w Polytechnikum Riga (1882–1887) i chemii fizycznej Uniwersytetu w Lipsku (1887–1906); laureat Nagrody Nobla w dziedzinie chemii w roku 1909 za prace dotyczące katalizy, warunków równowagi chemicznej oraz szybkości reakcji chemicznych; twórca systemu barw, członek Niemieckiego Związku Monistów; ojciec Wolfganga Ostwalda.

## Życiorys

### Dzieciństwo i młodość
Urodził się w Rydze w rodzinie Niemców bałtyckich. Był synem Gottfrieda Wilhelma Ostwalda (1824–1903), bednarza, osadnika niemieckiego pochodzącego z Berlina. Jego matka, Elisabeth z d. Leuckel (1824–1903) była córką piekarza z Hesji. Miał dwóch braci: Eugena (1851–1932) i Gottfrieda (1855–1918).
Skończył szkołę podstawową i gimnazjum w rodzinnym mieście (1872). Był słabym uczniem – dwukrotnie powtarzał klasę – ale zapamiętano jego zainteresowanie chemią (np. stworzył w domowej kuchni prymitywne laboratorium). Od dziecka interesował się też malarstwem, literaturą i muzyką (grał na fortepianie i wiolonczeli).
Zaczął pozytywnie wyróżniać się po rozpoczęciu studiów chemicznych na Uniwersytecie w Dorpacie (1872). Ukończył je w 1877 uzyskując doktorat. Rok później habilitował się.

### Praca zawodowa
Po ukończeniu studiów został zaangażowany w macierzystej uczelni na stanowisku asystenta i wykładowcy. Był też nauczycielem chemii w gimnazjum. Jego pasja badawcza i zdolności dydaktyczne zostały szybko dostrzeżone, na co wskazuje przebieg kariery od stanowiska asystenta do profesora (przed ukończeniem 30 lat życia):
- 1877–1882 – wykładowca w Uniwersytecie Dorpackim, asystent w Instytucie Fizyki kierowanym przez Arthura von Oettingena(inne języki) (fizyka, meteorologa i teoretyka muzyki[5]) oraz w laboratorium chemii, kierowanym przez Carla Schmidta[1],
- 1878–1882 – privatdozent na Uniwersytecie Dorpackim[4],
- 1881[3][1] lub 1882[2]–1887 – profesor Polytechnikum Riga (założonej w roku 1862),
- 1887–1906 – profesor Uniwersytetu w Lipsku (jednego z czołowych uniwersytetów niemieckich) i kierownik pierwszej w historii Katedry Chemii Fizycznej, przekształconej w roku 1898, dzięki staraniom Ostwalda, w dobrze wyposażony i cieszący się międzynarodowym uznaniem Instytut Chemii Fizycznej[3][1],
- 1904–1906 – profesor wizytujący w Harvard University,
- jesień 1905 – profesor wizytujący Instytutu Technologicznego (współcześnie MIT) w Bostonie,
- styczeń 1906 – profesor wizytujący Columbia University (Nowy Jork)[6].

Jedną ze zmian organizacyjnych, wprowadzonych przez Ostwalda do systemu kształcenia wyższego, było zastosowanie zasady przyznawania dyplomów ukończenia studiów w Instytucie Chemii Fizycznej na podstawie pracy dyplomowej. Zasada została przejęta przez inne jednostki Uniwersytetu i inne uczelnie na świecie (dzisiejsze magisteria).

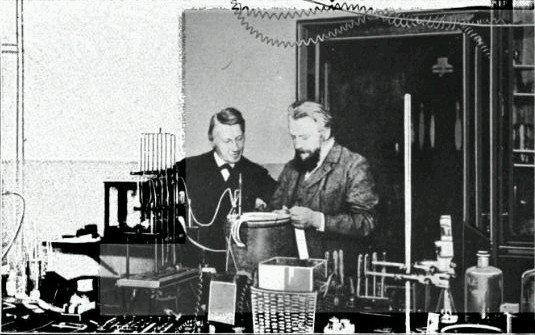
W. Ostwald (po prawej) z J. van 't Hoffem (źródło: Eminent Chemists of our Time, 1920)

Do współpracy w Instytucie Ostwald zapraszał naukowców z wielu krajów Europy i Ameryki. Doktoryzowali się tu, poza Niemcami, m.in. Anglicy, Amerykanie, Rosjanie, Japończycy, Polacy. Należeli do tej grupy polscy fizykochemicy: Jan Zawidzki (1866–1928) i Mieczysław Centnerszwer (1874–1944).
Wilhelm Ostwald utrzymywał naukowe kontakty z wybitnymi fizykochemikami swojej epoki, m.in. J. van ’t Hoffem – laureatem pierwszej Nagrody Nobla w dziedzinie chemii w roku 1901 (teoria roztworów), S. Arrheniusem – laureatem Nagrody Nobla w roku 1903 (dysocjacja elektrolityczna), W. Nernstem – laureatem Nagrody Nobla w roku 1920 (ogniwa galwaniczne), J.W. Gibbsem – autorem m.in. fundamentalnych dla chemii fizycznej prac: On the Equilibrium of Heterogeneous Substances (1876) i Elementary Principles in Statistical Mathematics (1902).
Na uczelniach w Nowym Jorku i Bostonie Ostwald wygłaszał popularne wykłady na temat historii chemii, które zostały opublikowane w formie książkowej pt. Leitlinien der Chemie (tytuł wydania polskiego: Jak powstała chemia. Siedem wykładów popularnych z historii chemii; przekład drugiego, uzupełnionego wydania niemieckiego, tłum. Ludwik Bruner i Stanisław Tołłoczko).
Współdziałanie Ostwalda z innymi naukowcami epoki nie zawsze było poprawne – bywał uznawany za badacza-romantyka, często odrzucającego przekonania większości. Uważał, że – zgodnie z zasadami pozytywizmu – należy odrzucać koncepcje teoretyczne, które nie mają silnych podstaw empirycznych. Kontrowersje dotyczyły m.in. teorii atomowo-molekularnej budowy materii. Ostwald długo nie akceptował odrębnego rozpatrywania pojęć „materia” (zob. materia w fizyce i filozofii) i „energia” (zob. energia w fizyce i filozofii) twierdząc, że materia jest tylko jedną z form występowania energii. W roku 1895 opublikował książkę pt. Die überwindung des wissenschaftlichen Materialismus (wydana w j. polskim w roku 1897 pt. Krytyka materyalizmu naukowego).
W roku 1906 (w wieku 53 lat) złożył dymisję i odszedł na emeryturę. Do śmierci w roku 1932 pracował w Großbothen, w prywatnej willi nazwanej „Energia”, w której utworzył własne laboratorium i bibliotekę. Jego izolacja pogłębiła się w roku 1914, po wybuchu I wojny światowej. Ostwald miał nadzieję na honorowe pokojowe negocjacje. Współpracownicy – Niemcy zarzucali mu brak zaangażowania w sprawy wojny, a koledzy zagraniczni – brak potępienia niemieckich działań.
Nowym polem aktywności badawczej stała się kolorystyka, mieszcząca się między nauką (w tym fizykochemią) i sztuką – poszukiwania możliwości ilościowego opisu harmonii barw, analogicznego do harmonii dźwięków. W ostatnim okresie koncentrował się przede wszystkim na ogólnych rozważaniach filozoficzno-psychologicznych, studiowaniu biografii wielkich chemików i pisaniu książek. We wstępie do wspomnianego wyżej zbioru wykładów z lat 1905–1906 napisał m.in.:

Studya do psychologii badań i badaczy, którym w ostatnich czasach z zapałem się poświęcam, silniej niż dotąd utrwaliły we mnie to przekonanie, że na tym, stosunkowo prostym, materyale dziejów wiedzy, ogólne prawidła dziejowych objawów nie tylko łatwiej i pewniej udowodnić się dają, lecz nadto dla stojących od nich zdala, wyraźniej się zaznaczają, niż na zawiłej tkaninie dziejów powszechnych.

## Zakres badań

### Chemia fizyczna (kinetyka, statyka, elektrochemia)
Ostwald jest uważany z jednego z twórców nowoczesnej chemii fizycznej – nazywany ojcem chemii fizycznej. Interesował się przede wszystkim termodynamiką, statyką i kinetyką chemiczną (m.in. kataliza, wyznaczanie rzędu reakcji metodą izolacyjną i metodą całkową) i elektrochemią (teoria dysocjacji elektrolitycznej). Na podstawie teoretycznych i eksperymentalnych badań wody i roztworów wodnych sformułował kilka dotychczas obowiązujących praw i definicji, np. :
- prawo rozcieńczeń, dotyczące zależności przewodnictwa elektrycznego rozcieńczonych roztworów słabych elektrolitów od ich stężenia,
- prawo stopniowości reakcji, zgodnie z którym w przemianach chemicznych powstają w pierwszej kolejności produkty najbardziej bliskie układowi pierwotnemu (a nie najbardziej trwałe),
- zależność przewodnictwa elektrycznego elektrolitów (kwasów, zasad i soli) od liczby protonów (H+)[3] odszczepianych lub przyłączanych podczas dysocjacji i od kolejności etapów dysocjacji,
- definicje katalizy i katalizatorów.

Nagrodę Nobla w dziedzinie chemii otrzymał w roku 1909 za prace dotyczące katalizy, warunków równowagi chemicznej (statyka chemiczna) oraz szybkości reakcji chemicznych (kinetyka chemiczna).

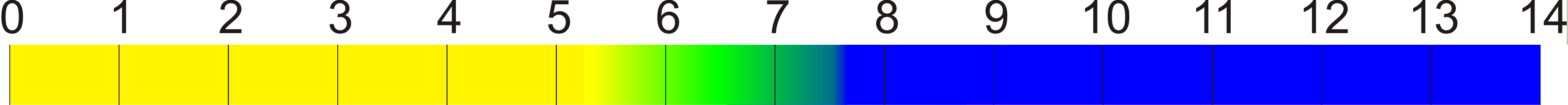
Zakres zmiany barwy błękitu bromotymolowego; pH 6,2–7,6

W chemii analitycznej ważną rolę odgrywa wciąż teoria kwasowo-zasadowa barwników, określająca np. zakres zmiany barwy wskaźników pH. W ramach prac w dziedzinie termodynamiki chemicznej Ostwald intensywnie rozpowszechniał fundamentalne w tej dziedzinie prace Josiah Gibbsa. W każdym obszarze badań doświadczalnych Ostwald wnosił istotny wkład jako twórca przyrządów pomiarowych (niektóre z rozwiązań są stosowane do dzisiaj).

### Technologia chemiczna
Wyniki teoretycznych i doświadczalnych badań katalizy Ostwald wykorzystał praktycznie w odniesieniu do katalitycznego utleniania amoniaku do tlenków azotu w obecności stopu platyna-rod jako katalizatora.
Badania umożliwiły określenie optymalnych z punktu widzenia równowagi reakcji warunków przemysłowego utleniania amoniaku i otrzymywania kwasu azotowego oraz nawozów azotowych. Technologia została wdrożona w skali przemysłowej w wielu krajach jako metoda Ostwalda. Zastąpiła wcześniejsze technologie, w których wykorzystywano naturalną saletrę chilijską lub tlenki azotu otrzymywane metodą utlenianie azotu w łuku elektrycznym (metoda Ignacego Mościckiego, stosowana mniej masowo).

### System barw
Dążąc do rozwiązania problemów barw, ich percepcji i harmonii W. Ostwald zgromadził liczne próbki barwników, które wytwarzał we własnym laboratorium. Opracował m.in. atlas zawierający 2500 barw, opisanych z użyciem trzech podstawowych barw chromatycznych. Usystematyzował barwy korzystając z modelu w formie podwójnego stożka. Miejsce poszczególnych barw na jego 24 trójkątnych przekrojach, uporządkowanych według barw dopełniających zgodnie z kołem barw, Ostwald uzależnił od nasycenia barwy zasadniczej (chromatycznej) i dwóch barw achromatycznych – bieli i czerni (chromatyczność narastająca od osi bryły do zewnątrz).
Opisy barw, oparte na zaproponowanym systemie, Ostwald próbował wykorzystać do sprecyzowania zasad harmonii barw – ich łączenia w sposób analogiczny do łączenia akordów (harmonia dźwięków) – i odczuwania ich piękna (analogicznie do odczuwania piękna muzyki lub poezji).

### Rozważania filozoficzno-psychologiczne
Oddając się ogólnym rozważaniom filozoficznym Wilhelm Ostwald próbował pojęcia celu i sensu życia człowieka wyrażać z wykorzystaniem metodyki nauk ścisłych. Rozważania mieściły się w nurcie monizmu (zob. monizm przyrodniczy, monizm teoretyczny). Sformułował m.in. matematyczny wzór, wyrażający szczęście jako funkcję siły jego pragnienia (zob. też Ananda Sutram i natura wszechświata) oraz ilości „energii”, której wymaga przebycie drogi do zaspokojenia tego pragnienia. Był twórcą „energetyzmu” i uważał, że w rzeczywistości istnieje tylko energia. Proponował „usunięcie przeciwstawności” między materią i duchem przez sprowadzenie ich do trzeciego pierwiastka, mianowicie do energii. Tworząc mętną filozoficzną koncepcję energetyzmu, pretendującą do wzniesienia się „ponad” materializm i idealizm, do „przezwyciężenia” ich przeciwstawności, Ostwald rozwijał w istocie rzeczy nowy wariant filozofii subiektywnego idealizmu. Włodzimierz Lenin krytykował energetyzm w specjalnym paragrafie swojej książki Materializm a empiriokrytycyzm, zatytułowanym: Czy do pomyślenia jest ruch bez materii?

## Inne obszary działalności

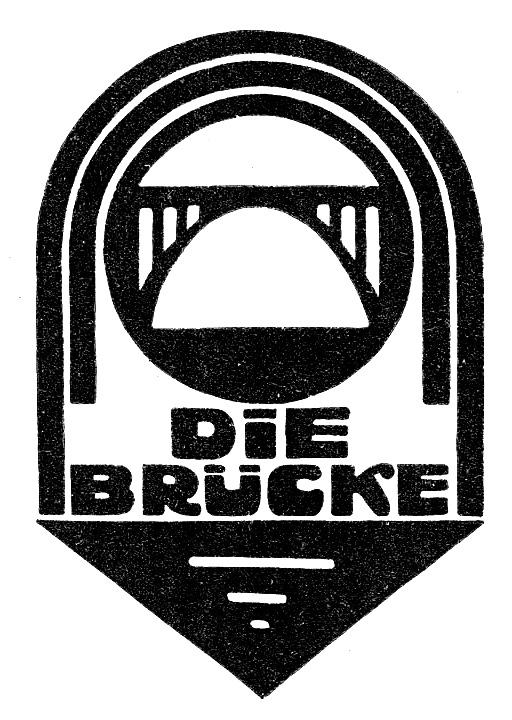
Sygnet organizacji Die Brücke – międzynarodowego instytutu pracy intelektualnej (niem. Internationales Institut zur Organisierung der geistigen Arbeit Die Brücke)

Po opuszczeniu uczelni w roku 1906 Ostwald prowadził m.in. działalność filantropijną. Wspierał ruch pacyfistyczny, reformę edukacyjną i Niemiecki Związek Monistów Ernsta Haeckela (Deutscher Monistenbund), którego był przewodniczącym. Podejmował próby promowania międzynarodowego języka ido oraz wspierania organizacji Die Brücke, której celem miało być stymulowanie i koordynowanie międzynarodowej współpracy intelektualnej i kulturowej (próby były nieudane).
Uczestniczył w tworzeniu międzynarodowego Association of Chemical Societies. Był założycielem Deutsche Elektrochemische Gesellschaft (1894) – stowarzyszenia, które w roku 1902 przekształcono w „Deutsche Bunsen-Gesellschaft für angewandte physikalische Chemie”.

## Członkostwo stowarzyszeń

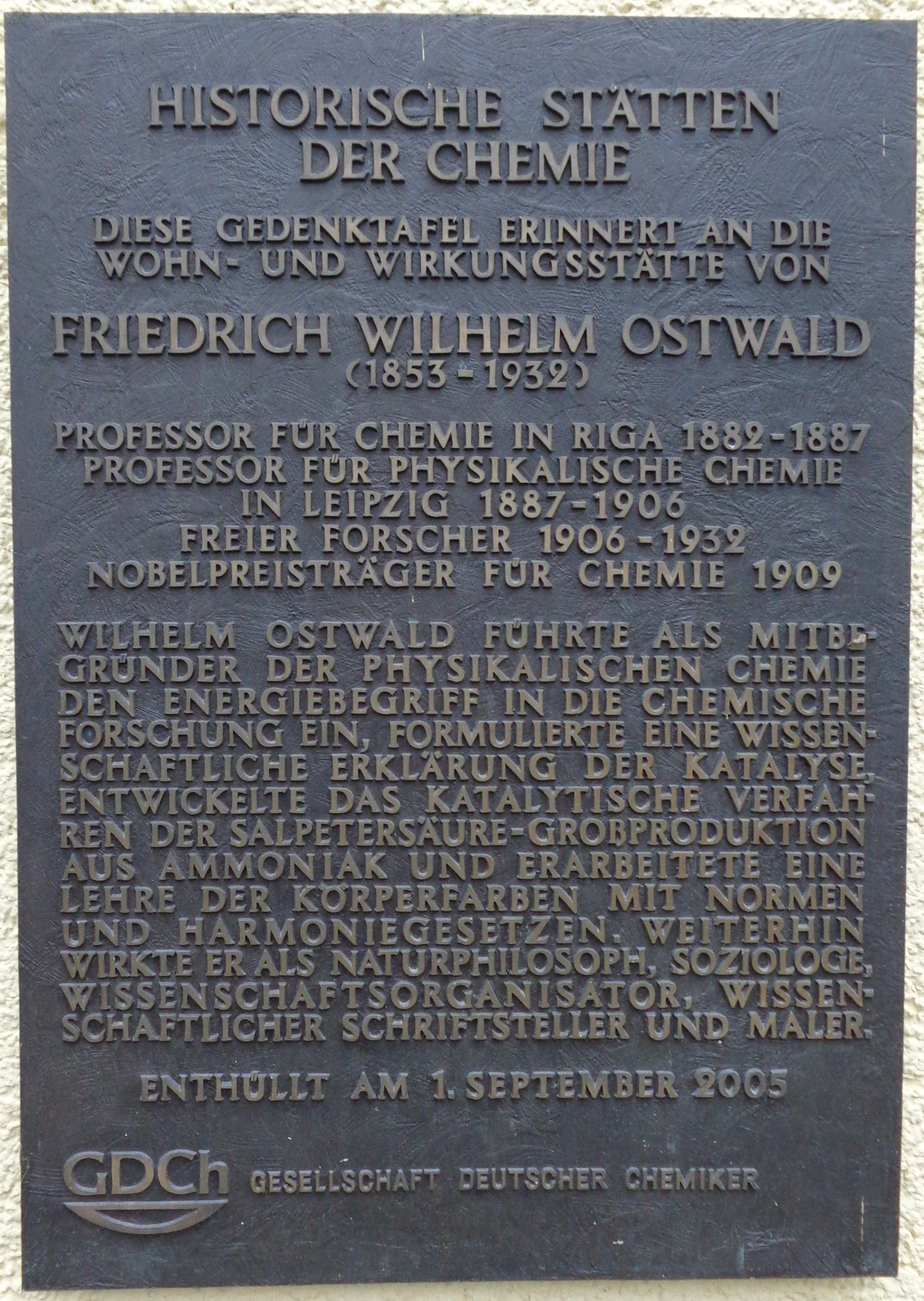
Tablica pamiątkowa GDCh w willi „Energia” w dzisiejszym centrum konferencyjnym Wilhelm-Ostwald-Park, Großbothen

- Deutsche Bunsen-Gesellschaft für Physikalische Chemie(inne języki)[21], współzałożyciel (z J.H. van ’t Hoffem i W. Nernstem, 1894),
- Rosyjska Akademia Nauk, członek zagraniczny (1896),
- Deutscher Monistenbund, prezydent (1899–1932)[22],
- American Chemical Society, członek zagraniczny (1900),
- International Committee on Atomic Weights,
- Królewska Holenderska Akademia Sztuk i Nauk, członek zagraniczny (1904)[23].
- New York Academy of Sciences(inne języki), członek zagraniczny (1908).

## Publikacje (wybór) i działalność wydawnicza
Wilhelm Ostwald napisał 45 książek, wiele broszur, ok. 500 artykułów naukowych oraz 5000 recenzji i ponad 10 tys. zachowanych listów. Był redaktorem kilku czasopism naukowych i filozoficznych, m.in. Zeitschrift für Physikalische Chemie, czasopisma założonego wspólnie z Jacobusem van 't Hoffem w roku 1887; osobiście do roku 1922 edytował 100 tomów.
Założył też w roku:
- 1889 – Klassiker der exakten Wissenschaften (ukazało się ok. 250 wydań),
- 1902 – Annalen der Naturphilosophie (do roku 1921 wydał 14 tomów).

Jest autorem szeregu książek, m.in.:
- Textbook of General Chemistry (1884),
- Outline of General Chemistry (1889),
- Solutions (1891),
- Handbook and Manual for Physicochemical Measurements (1893),
- Electrochemistry: Its History and Doctrine (1894),
- The Scientific Foundations of Analytical Chemistry (1895)
- Grosse Männer: Biographies of Great Men (1909).

Główne prace z dziedziny kolorystyki, to:
- Die Farbenfibel,
- Die Farbenlehre (Colour theory),
- Die Harmonie der Farben,
- periodyk Die Farbe.

Swoje rozważania filozoficzne zawarł m.in. w pracach:
- Der energetische Imperativ[25],
- Moderne Naturphilosophie[26],
- Die Pyramide der Wissenschaften

Polskie przekłady dzieł filozoficznych:
- Wilhelm Ostwald: Wybór pism z energetyki, monizmu, etyki, krytyki religii i reformy nauki. Ewa Czerwińska (red. i tłum.). Poznań: Instytut Filozofii Uniwersytetu im.Adama Mickiewicza, 2002. Brak numerów stron w książce
- Wilhelm Ostwald: Filozofia nauk przyrodniczych. Danuta Sobczyńska (red. i tłum.). Poznań: Instytut Filozofii Uniwersytetu im. Adama Mickiewicza, 2002. Brak numerów stron w książce

## Odznaczenia i wyróżnienia
Otrzymał Nagrodę Nobla w dziedzinie chemii w roku 1909 za prace w zakresie katalizy, statyki i kinetyki chemicznej. Otrzymał tytuły Doktor honoris causa kilku uniwersytetów w Niemczech, Wielkiej Brytanii i Stanach Zjednoczonych. Został honorowym członkiem stowarzyszeń naukowych w Niemczech, Szwecji, Norwegii, Holandii, Rosji, Wielkiej Brytanii i USA. W roku 1899 król Saksonii nadał mu tytuł „Geheimrat”.

## Życie rodzinne
Wilhelm Ostwald ożenił się w roku 1880 z Heleną von Reyher (1854–1956 lub 1946, zgodnie z inskrypcją nagrobną). Mieli dwie córki: Grete (1882–1960) i Elisabeth (1884–1968), oraz trzech synów: Wolfganga (1883–1943), Waltera (1886–1958) i Karla Ottona (1890–1958). Wolfgang Ostwald został chemikiem, znanym z osiągnięć w fizykochemicznych badaniach elektrycznych i optycznych właściwości koloidów.